# Fourmilier à huppe marron
Rhegmatorhina cristata
Espèce
Synonymes
- Pithys cristata Pelzeln, 1868 (protonyme)

Statut de conservation UICN

 LC  : Préoccupation mineure
Le Fourmilier à huppe marron (Rhegmatorhina cristata) est une espèce d'oiseaux de la famille des Thamnophilidae.

## Répartition
Cette espèce est endémique du Brésil et de Colombie et vit dans le nord-ouest de l'Amazonie.

## Taxinomie
Aucune sous-espèce n'est distinguée,.